# 蔡道人
蔡道人（?—?），南陈末年隋朝初年括州乐安县（今浙江省仙居县）人。
江南自从东晋以来，刑法宽大，执行不严，世族凌驾于寒门庶族之上。隋灭南陈以后，婺州汪文進、越州高智慧、苏州沈玄侩起兵造反，都自称天子，设置百官。蔡道人、蒋山人李枝、饶州人吴世华、永嘉人沈孝徹、泉州人王国庆、杭州人杨宝英、交州人李春等都自称大都督，隋文帝命杨素为行军总管，率军前去讨伐。汪文进任命蔡道人为司空，守乐安，汪文进、蔡道人全都被杨素率军平定。